# Prix Sainte-Beuve
De prix Sainte-Beuve is een jaarlijkse Franse literaire prijs genoemd naar Charles Augustin Sainte-Beuve.
In 2008 werd de prijs opnieuw uitgereikt door collega's die erkenning geven aan een collega-schrijver.

## Winnaars
- 1946: Georges Navel voor Travaux / Raymond Abellio voor Heureux les pacifiques
- 1947: Victor Kravtchenko voor J'ai choisi la liberté / Julien Blanc pour Seule la vie Tome 2, Joyeux, fais ton fourbi...
- 1947: jan 1948 Antonin Artaud voor Van Gogh ou le suicide de la société / Armand Hoog voor L'accident
- 1948: André Dhôtel voor David /  Louis Martin-Chauffier voor L'Homme et la bête
- 1949: Gilbert Cesbron voor Notre Prison est un royaume / Claude Mauriac voor André Breton / Lise Deharme voor La porte à côté
- 1950: François Gorrec voor La septième lune / Jean-Charles Pichon voor  Il faut que je tue M. Rumann
- 1951: Georges Poulet voor Études sur le temps humain
- 1952: Pierre Boulle voor Le Pont de la rivière Kwaï / René Étiemble voor Le Mythe de Rimbaud
- 1953: Pierre Moinot
- 1954: Claude Mauriac voor André Breton / Suzanne Lilar voor Le journal de l'analogiste
- 1955: Jean-Claude Brisville voor D'un amour
- 1956: Henri Thomas voor La Cible / André Brincourt voor Les Œuvres et les lumières
- 1957: Alexis Curvers voor Tempo di Roma / Alain Bosquet voor  Poèmes - Les Testaments - Tome 1 (of Premier testament)
- 1958: Mongo Beti voor Mission Terminée / Jean Cathelin voor Marcel Aymé ou le paysan de Paris
- 1959: Gilbert Prouteau voor La Peur des femmes
- 1961: Robert Abirached voor Casanova ou la Dissipation / Patrick Walberg voor Promenoir de Paris
- 1962: Jérôme Peignot voor L’or des fous / Robert Poulet voor Contre l'amour
- 1963: Bernard Delvaille voor Essai sur Valéry Larbaud / Alphonse Boudard voor La Cerise
- 1964: Michel Breitman voor Sébastien
- 1965: Roger Rabiniaux voor Le Soleil des dortoirs
- 1966: Daniel Boulanger voor Le Chemin des caracoles / Jean-Claude Renard voor La terre du sacre
- 1968: Lucie Faure voor L'Autre personne / Marc Soriano voor les Contes de Perrault, culture savante et tradition populaire
- 1969: Pierre Schaeffer voor Le gardien de volcan / Jean-Pierre Attal voor L'Image «métaphysique» et autres essais
- 1977: toegekend aan Emil Cioran maar deze weigerde deze te ontvangen.
- 1982: Laurence Cossé voor Les Chambres du Sud
- 1983: Michel Luneau voor Folle-alliée
- 1984: Vladan Radoman voor Le Ravin
- 1985: Marie-Claire Bancquart voor Anatole France, un sceptique passionné
- 1986: Rafaël Pividal voor Grotius
- 1987: Boris Schreiber voor La Traversée du dimanche
- 1987: Éric Ollivier voor Les livres dans la peau
- 2008: Hélène Vignal voor Passé au rouge
- 2009: Yaël Hassan voor Suivez-moi jeune homme
- 2010: Guillaume Mesnier voor Rien
- 2011: Julia Billet voor Sayonara samouraï
- 2012: Jay Asher voor Treize Raisons
- 2013: Yves Grevet voor Seuls dans la ville
- 2014: Florence Hinckel voor Théa pour l'éternité
- 2015: Isabelle Pandazopoulos voor La Décision
- 2016: Charlotte Erlih voor 20 pieds sous terre en Anne-Sophie Silvestre voor  Ma Gare d’Austerlitz
- 2017: Caroline Solé voor La Pyramide des besoins humains
- 2018: Florence Hinckel voor #Bleue
- 2019: Sarah Crossan voor Inséparables